# Ronny Revollar
Ronny Dwig Revollar Miranda (Lima, Perú, 26 de febrero de 1976) es un exfutbolista peruano, que jugaba en la posición de defensa. Es actual director técnico de Miguel Grau de la Copa Perú. Tiene 49 años.

## Carrera como jugador
Nació en Lima, Revollar estuvo en Alianza Lima y Sport Boys cuando era joven. Hizo su debut absoluto en 1996 con el equipo de Segunda División, Hijos de Yurimaguas, y representó al equipo de la liga Bella Esperanza al año siguiente.
En 1999, Revollar jugó la Copa Perú con Alfonso Ugarte de Puno. Después jugó en la segunda división con Telefunken 20, debutó en Primera División en 2001 con el Deportivo Wanka.
Posteriormente Revollar retomaría su carrera en las categorías inferiores, representando a Las Torres de Limatambo, San Francisco de Borja y Deportivo San Borja. Se retiró con este último en 2004, con 28 años.

## Carrera como entrenador
Luego de iniciar su carrera en las ligas inferiores, principalmente asociado a los clubes que representó como jugador, Revollar se incorporó a Alianza Universidad en febrero de 2016, como coordinador de juveniles. Fue asistente del comando técnico en la temporada 2017 y fue nombrado entrenador principal para la campaña 2018.
Revollar finalizó subcampeón de la Copa Perú con Alianza para el 2018 y logró el ascenso a la máxima categoría en los play-offs.

## Clubes

### Como jugador
| Club                       | País | Año       |
| -------------------------- | ---- | --------- |
| Hijos de Yurimaguas        | Perú | 1996      |
| Bella Esperanza            | Perú | 1997      |
| Alfonso Ugarte             | Perú | 1998-1999 |
| Telefunken 20              | Perú | 1999      |
| Deportivo Wanka            | Perú | 2000-2001 |
| Las Torres de Limatambo    | Perú | 2002      |
| San Francisco de San Borja | Perú | 2003      |
| Deportivo San Borja        | Perú | 2004      |

### Como director técnico
| Club                            | País | Año       |
| ------------------------------- | ---- | --------- |
| Academia Tito Drago             | Perú | 2009      |
| Deportivo San Borja             | Perú | 2010      |
| Las Torres de Limatambo         | Perú | 2011      |
| San Agustín                     | Perú | 2012      |
| San Francisco de San Borja      | Perú | 2013      |
| Deportivo San Borja             | Perú | 2014      |
| Alianza Universidad (Asistente) | Perú | 2017      |
| Alianza Universidad             | Perú | 2018-2021 |
| Miguel Grau                     | Perú | 2024 -    |

### Torneos nacionales
| Competición     | Títulos | Subcampeonatos |
| --------------- | ------- | -------------- |
| Copa Perú (0/1) |         | 2018.          |